# Сельдаль, Вивека
Вивека Кристина Сельдаль (швед. Viveka Kristina Seldahl; 15 марта 1944, Эвераммер, провинция Емтланд, Швеция — 3 ноября 2001 Стокгольм) — шведская актриса, двукратный обладатель премии «Золотой жук» за лучшую женскую роль (второй раз посмертно).
Стала известна благодаря участию в сериале Raskens, позднее в основном играла в театре, часто с мужем Свеном Вольтером. Успех в кинематографе пришёл в 1990 году.

## Биография

### Ранние годы
Сельдаль родилась в Эвераммере, провинция Емтланд, недалеко от Эстерсунда, однако росла в Стокгольме в приходе Оскарс, где жили её родные. Была дочерью матери-одиночки, поэтому много времени проводила в Бармагоссене у родителей матери.
В школьные годы любила петь и даже выступала на выпускном вечере. По окончании школы работала горничной, продавщицей и официанткой, одновременно обучаясь актерскому мастерству у Вилли Кобланка. В 1967 году, с третьей попытки, поступила в Гётеборгское театральное училище, которое окончила в 1970 году.

### Карьера
Получив театральное образование, Сельдаль стала актрисой Гётеборгского городского театра. Зарекомендовала себя как талантливая актриса в двух постановка по пьесам Брехта: «Святая Иоанна скотобоен» (1973), где сыграла главную роль, и «Кавказский меловой круг» (1978, в роли Груши Вахнадзе). На главной сцене Сельдаль играла до 1978 года, после чего со Свеном Вольтером (её мужем с 1971 года) перешла в только что созданный филиал театр Ангередс — первый в Швеции загородный театр. После так называемого «Манифеста» вместе с мужем покинула Ангередс и в 1983 году основала Фольктеатер в Евлеборге. В 1986 году стала актрисой Стокгольмского городского театра, где играла до самой смерти. В этом театре наиболее яркими работами стали роли в спектаклях «Макбет» (1992) и «Трамвай "Желание"» (1998).
Успех на телевидении пришёл к Сельдаль с ролью Нергордс-Анны в сериале Raskens (1976). Вместе с ней в нём снимался и Вольтер. Также известность получило её участие в телефильме Polisen som vägrade ge upp (1984), но остальное время актриса почти полностью посвящала театральной работе. В 1989 году она снова появилась на экране в фильме S/Y Glädjen, за роль в котором была удостоена первой премии «Золотой жук». Вскоре вышло ещё несколько фильмов с её участием: Änglagård (1992), Änglagård andra sommaren (1994), Jerusalem (1996) и Juloratoriet (1996), а также сериалы Fasadklättraren и Hammarkullen.
Сельдаль не только играла в кино, но и пела: её исполнение можно услышать, например, в Änglagård — andra sommaren  (песни Där rosor aldrig dör и En vänlig grönskas rika dräkt). Также она исполнила заглавную песню в триллере 1999 года Mamy Blue.

### Последние годы
Вивека Сельдаль умерла в 2001 году после долгой борьбы с онкологическим заболеванием. Ее последним фильмом стала мелодрама датского режиссёра Билле Аугуста «Песня для Мартина» (2001), за который она посмертно была второй раз удостоена премии «Золотой жук». В феврале 2001 года, несмотря на болезнь, она играла в своём последнем спектакле — Systrarna (по пьесе «Три сестры») Стокгольмского городского театра с участием Ивонны Ломбард и Биби Андерссон.
Вивека Сельдаль похоронена на кладбище Скугсчюркогорден в Стокгольме.

## Наследие
Svensk Filmdatabas характеризует Сельдаль как одну из наиболее ярких шведских актрис, с искренним взглядом, в котором отражалась эмоциональность и чувственность. Благодаря этому, ей удалось воплотить в жизнь несколько образов несентиментальных, независимых и сильных женщин. Критик Томас Фурсер отмечал, что Сельдаль умела ухватить трагичность своих ролей. В интервью актриса выражала сожаление, что ей не достались великие женские роли 1930-х и 1940-х годов, ей не хватало образов женщин, которые выводили в своих фильмах Хассе Экман и Ингмар Бергман. На сцене она чаще имела возможность проявить свою способность превратить любую роль в запоминающийся образ, например, в нескольких пьесах Брехта, в «Макбете» и «Трамвае „Желание“».
В память актрисы учреждена ежегодная премия для поощрения талантливых актёров театра.

## Семья
Вивека Сельдаль с 1971 года и до смерти была замужем за Свеном Вольтером. У пары в 1975 году родился сын, Карл Сельдаль.

## Награды и премии
- 1990 — премия «Золотой жук» лучшей актрисе за роль Майя-Лены Скуг в фильме S/Y Glädjen[3];
- 2001 — премия кинофестиваля в Карловых Варах[3];
- 2002 — премия кинофестиваля в Санта-Барбаре[3];
- 2002 — премия «Золотой жук» лучшей актрисе за роль Барбары в фильме «Песня для Мартина»[3].

## Избранная фильмография
- 1976 — Raskens (телесериал)
- 1982 — Ett hjärta av guld
- 1984 — Polisen som vägrade ge upp (телесериал)
- 1984 — Taxibilder (телесериал)
- 1989 — S/Y Glädjen
- 1991 — Guldburen (телесериал)
- 1992 — Änglagård
- 1993 — Den gråtande ministern (телесериал)
- 1993 — För brinnande livet
- 1994 — Änglagård — andra sommaren
- 1996 — Harry & Sonja
- 1996 — Jerusalem
- 1996 — Juloratoriet
- 1997 — Hammarkullen (телесериал)
- 1997 — Heta lappar
- 1997 — Kenny Starfighter (телесериал)
- 1999 — Insider (телесериал)
- 1999 — Lusten till ett liv
- 1999 — Vägen ut
- 1999 — Mamy Blue
- 2001 — «Песня для Мартина»

## Избранные театральные работы
| Год  | Роль          | Спектакль                                         | Режиссёр          | Театр                         |
| ---- | ------------- | ------------------------------------------------- | ----------------- | ----------------------------- |
| 1987 | Иветта        | «Мамаша Кураж и её дети» Бертольд Брехт           | Рагнар Лют        | Стокгольмский городской театр |
| 1996 | Кейт          | «Сильвия» А. Р. Герни                             | Рикард Гюнтер     | Фолькан                       |
| 1997 | —             | Jag älskar dig, markatta Ноэл Кауард              | Жиль Авергель     | Васатеатерн                   |
| 1999 | Миссис Никлби | Nicholas Nickleby Дэвид Эдгар                     | Георг Мальвиус    | Стокгольмский городской театр |
| 2001 | Ирина         | Systrarna Пер Олов Энквист по пьесе Антона Чехова | Бенни Фредрикссон | Стокгольмский городской театр |